# 三水街
三水街是一條位於台北市的萬華區的街道，東起萬華區艋舺大道，西至萬華區梧州街。其中由東向西和三水街交會的路段依序有：艋舺大道、南寧路、昆明街、康定路、和平西路三段和西昌街口、西園路一段、華西街、梧州街。

## 東三水街市場

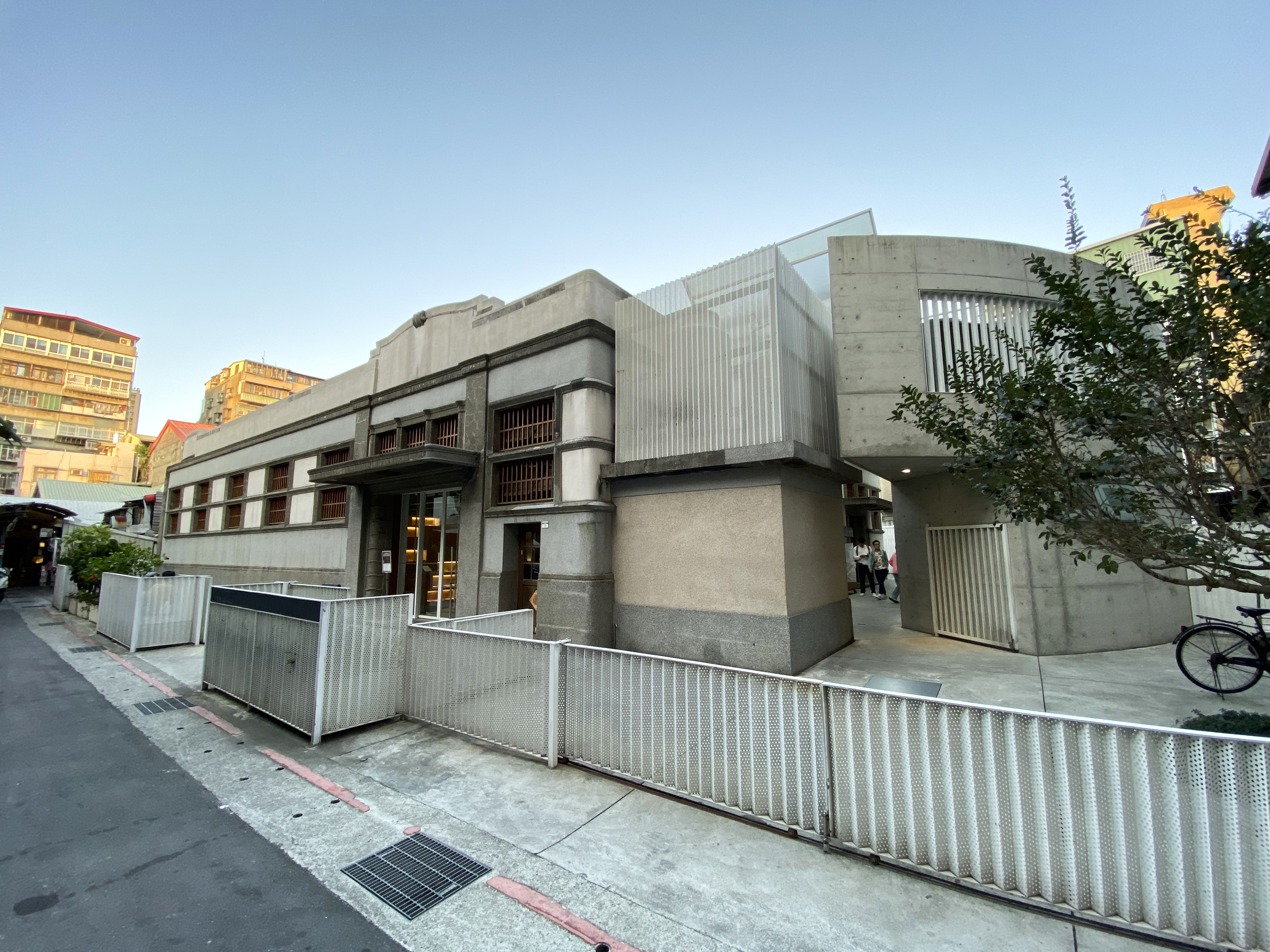
新富市場建築外觀

介於昆明街至康定路之間的三水街為新富市場（又稱東三水街市場），這條街市從日治時代大正十年（1921年）就存在至今。落成於昭和10年（1935年）的市場建築則於民國95年（2006年）被台北市政府指定為市定古蹟，並於2010年代起由忠泰建築文化藝術基金會營運，將該場所之名稱改為「新富町文化市場U-mkt」，推動飲食教育、區域再生等議題。

## 艋舺公園
乾隆五年（1740年）艋舺龍山寺完工，由於該地風水為「美人穴」，遂於寺前開鑿一蓮花池，形成所謂「美人照鏡」之地理。大正十三年（1924年）龍山寺整修時於此興建公園，並於昭和二年（1927年）開園。戰後此地興建舊龍山商場和西三水街市場，後為興建捷運龍山寺站而被拆除，並在西起西園路一段和東至西昌街口闢地興建艋舺公園（第十二號公園），也成為萬華地區大批遊民的聚集地。
而原西三水街市場從艋舺公園至康定路間路面拓寬，有許多的攤販席地而坐賣二手貨，為萬華著名的二手街市。

## 三水街茶室
西園路一段至梧州街這段三水街位於萬華區青山里（舊名寶斗里）內，為台北市有名的阿公店茶仔店巷，除了茶室還有許多色情地下酒店，有一個巷弄樓上樓下一整面全都是滿滿特種行業的奇觀出現。

### 三水街紅燈戶
在捷運龍山寺站興建還沒有十二號公園之前，這個段落的三水街裡的狹窄巷弄有著名的三水街私娼寮聚集，而這裡邊的紅燈戶甚至還有服務男性顧客的男娼依附著私娼寮經營，但在陳水扁擔任台北市長廢娼之後一切都成為歷史。